# Constantin Brâncoveanu (stație de metrou)
Constantin Brâncoveanu este o stație de metrou din București.